# 瓶裝水
瓶裝水（英語：Bottled water，又稱包裝水、樽裝水）是一包裝於瓶子內的飲用水，用於個人使用和零售。

## 種類
瓶裝水分为纯净水、矿泉水和矿物质水（由纯净水人工加入矿物质而成）等。

## 處理和規格
水源灌裝前，通常會经过现代工业技术（反渗透、电渗析、蒸馏等）处理。
瓶裝水的規範在每個國家都不一樣，发达国家通常比发展中國家有更強的規範和執行力。
許多國家，尤其是发达国家，有國家標準來規範瓶裝水的品質，主要用來確保水品質是否安全及標籤是否符合內容物。但在其他許多在發展中國家則很少有這些標準，或沒有真正地落實這些標準。

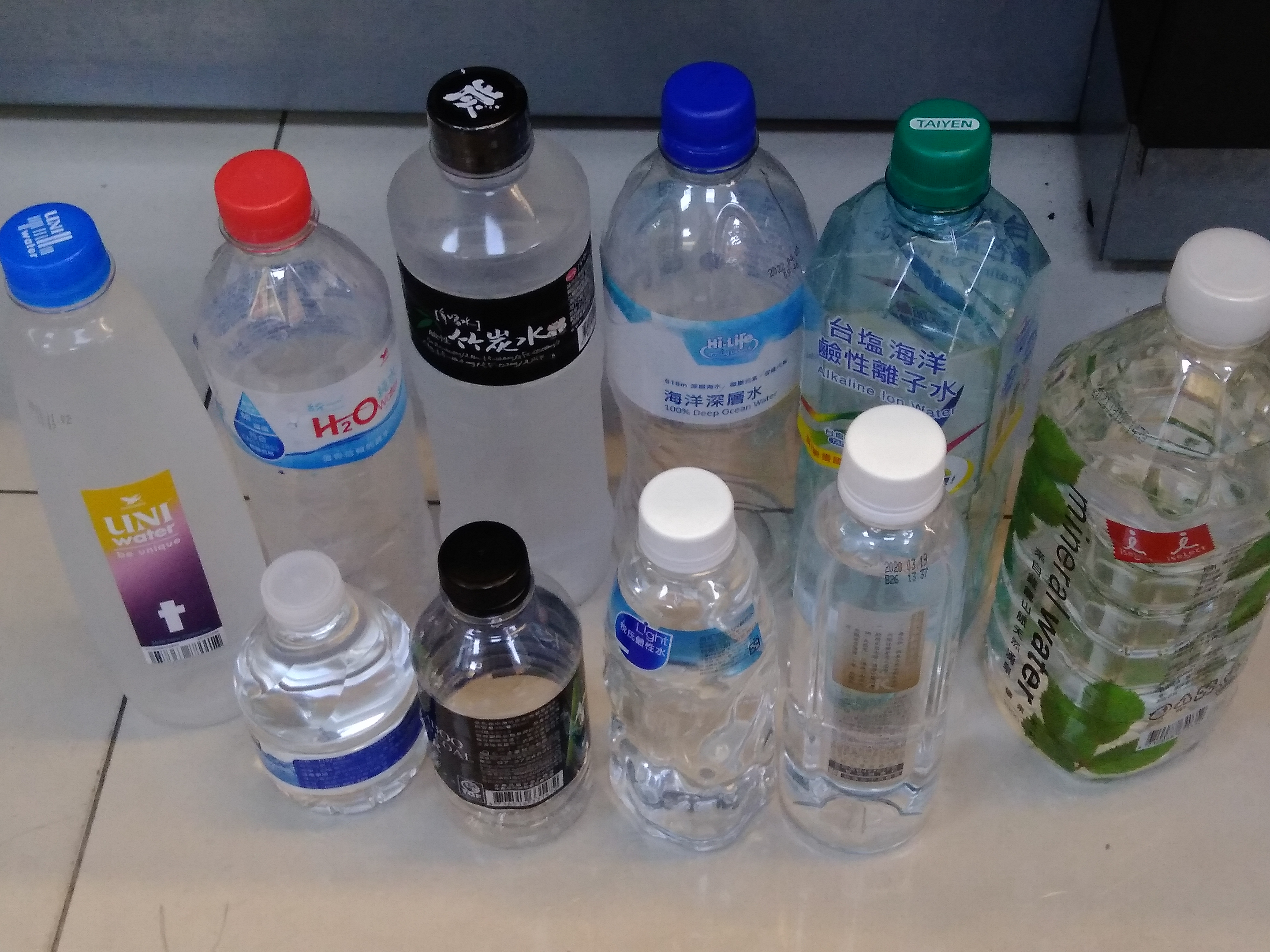
一些瓶裝水

## 需求
瓶裝水在全球的銷售估計每年大約在五百億至一千億美元之間，而且以每年約百分之七至百分之十的速度增長。到了西元2004年，總銷售量約有一千五百四十億公升。[Gleick 2004]
在已開發國家中，其大量的需求動力來自於覺得方便、覺得比自來水安全和覺得適飲度或味道勝過自來水。包裝和廣告促進了此一認知，且品牌瓶裝水變得和品牌軟性飲料相類似。儘管許多的市政單位，尤其是在加拿大和美國，保證其自來水是安全、可飲的，人們仍然會擔心由商業肥料、甲基叔丁基醚或其他污染物導致的地下水污染。自來水飲用標準若被破壞，常會導致高度地宣傳和廣泛地報導，例如，1993年隱孢子蟲病的爆發導致密尔沃基市四十萬人感到不舒服。
在發展中國家中，需求動力來自於許多地區缺乏可飲用的地下水，許多城市區域缺乏可靠安全的自來水，地水下和井水的化學及有機污染，以及相對於煮沸或其他處理被污染水的方法相較下的方便。廣告也在發展中國家貢獻了不少銷售量。儘管瓶裝水或許提供了不安全飲用水的另一選擇，它也只提供了那些能負擔的人，但許多這世上最貧窮的人們是無法負擔買瓶裝水的費用的。(美國世界水發展報告 2006)
至2004年，美國瓶裝水工業的產量已超過了每年六十八億加侖的水量，和前年相比成長了百分之八點六。(Beverage Marketing Corporation, 2005)

## 環保問題
瓶裝水多數以一次性的塑膠瓶為容器，飲用完之後的棄置便成為了環保的議題。從外國入口瓶裝水涉及長途的運輸，會不必要地燃燒石化燃料。另外，如果貯存溫度過高，塑膠瓶可能釋放有毒物質於水中，長期飲用可能危害健康。

### PET回收
在美國和歐洲，單份非碳酸瓶裝水最常見的包裝材料是聚對苯二甲酸乙二醇酯 (PET) 塑膠。在許多國家都標有樹脂識別代碼“1”，PET 100% 可回收，儘管回收率因地區而異。 2014年，美國收集了約18億磅消費後PET瓶，歐盟收集了175萬噸（約39億磅），使其成為美國和歐洲回收最多的塑膠。在美國，2014年PET包裝的回收率為32%；在歐盟，同期PET包裝的回收率約為52%。
美國和加拿大 PET 塑膠包裝行業的貿易協會美國 PET 容器資源協會 (NAPCOR) 確定了再生 PET 塑膠的五個主要通用最終用途類別：
1. 包裝應用，包括新瓶。
2. 片材和薄膜應用，包括一些熱成型應用。
3. 捆紮。
4. 工程樹脂應用。
5. 纖維應用。

在歐洲，超過三分之一的回收 PET 塑膠用於生產聚酯纖維，另外四分之一用於生產預成型塑膠容器，例如雞蛋盒、水果盒和其他塑膠飲料瓶。

## 禁令
2009年7月8日，澳洲新南威爾斯省邦達努鎮在鎮民大會中通過全鎮禁售瓶裝水，成為全球第一個禁售瓶裝水的城鎮。禁售決議將從九月開始生效，但並沒有罰則。
該鎮所在的新南威爾斯省也打算跟進這一禁令。

## 外部連結
- BottledWaterWeb （页面存档备份，存于）
- IMX Bottled Water Services
- Mineral Waters of the World （页面存档备份，存于）
- International Bottled Water Association （页面存档备份，存于）
- Bottled Twaddle: Is bottled water tapped out?, from Scientific American
- Bottled Water: Pure Drink or Pure Hype? （页面存档备份，存于） - extensive study of bottled water quality from NRDC
- Bottled Water vs Tap Water （页面存档备份，存于） - Tap or Bottled: which is better? This site contains facts about tap and bottled water and compares them.
- E the Environmental Magazine piece on bottled water （页面存档备份，存于） (Oct 2003).
- Researcher Dispels Myth of Dioxins and Plastic Water Bottles: Dr. Rolf Halden says "There are no dioxins in plastics." but "If you heat up plastics, you could increase the leaching of phthalates" and "It is very important to drink adequate amounts of water ... Unless you are drinking really bad water, you are more likely to suffer from the adverse effects of dehydration than from the minuscule amounts of chemical contaminants present in your water supply."
- Emily Arnold, Earth Policy Institute 2006 Press release, Bottled Water: Pouring Resources Down the Drain'
- Bottled Water of the World （页面存档备份，存于） - Bottled water news